# Federação Norueguesa de Atletismo
A Federação Norueguesa de Atletismo - em norueguês Norges Fri-idrettsforbund - foi fundada em 1896.

É a entidade que supervisiona a prática de atletismo na Noruega.
A sua sede fica em Oslo.
O seu presidente é Kjetil Hildeskor (2019).